# Sejtszervecske

Egy típusos állati sejt vázlatos képe. Sejtszervecskék: (1) magvacska v. nukleólusz; (2) sejtmag; (3) riboszóma; (4) vezikula; (5) durva felszínű endoplazmatikus retikulum (RER/DER); (6) Golgi-készülék; (7) sejtváz v. citoszkeleton; (8) sima felszínű (SER); (9) mitokondriumok; (10) sejt(nedv)üreg (vakuólum); (11) citoplazma; (12) lizoszóma; (13) centriólumok v. sejtközpont.

Sejtszervecske, azaz sejtorganellum vagy citoplazmatikus organellum
a sejtek citoplazmájában található, körülhatárolt, meghatározott szerkezetű és működésű képződmények neve. A soksejtű, összetett szervezetek, beleértve az emberi test is, igen sokféle, sajátos működések ellátására specializálódott (differenciálódott) sejtből – és a sejtek által termelt, illetve kontrollált sejtközötti állományból – épülnek fel, amelyek összeszerveződve szöveteket, szerveket, szervrendszereket alkotnak. A sejteknek vannak azonban olyan alapvető működései, amelyek lényegében minden sejtben megvannak, és biztosítják az adott sejt életben maradását és funkcióinak ellátását. (Egyes magasan differenciálódott sejtféleségekből bizonyos működések hiányozhatnak.) A sejtek alapvető életműködéseit a sejtmag és a sejtmembrán mellett a citoplazma és a citoplazmatikus organellumok biztosítják.
A sejtszervecskéknek számos típusa létezik, különösen az eukarióták valódi magvas sejtjeiben. A sejtszervecskék megközelítőleg úgy viszonyulnak a sejthez, mint a szervek a testhez, innen a magyar és a latin eredetű elnevezés is. A sejtszervecskéket eredetileg a fénymikroszkópok segítségével fedezték fel, majd szerkezetüket főleg az elektronmikroszkópok, funkcióikat pedig az egyre jobb teljesítményű ultracentrifugák a sejtfrakcionálással, és az ezekhez kapcsolódó modern biokémiai módszerekkel tisztázták.
Ámbár a sejtszervecske a sejtbiológia számos területén szinonimája a sejtalkotónak, néhány sejtbiológus leszűkíti a fogalmát olyan DNS-t tartalmazó, eredetileg önálló mikroorganizmusokra, amelyek elsődleges, másodlagos vagy harmadlagos endoszimbiózis révén kerültek a sejtekbe. A pár nagy méretű sejtszervecske, amelyek a sejtekbe beépült (endoszimbionta) baktériumokra vezethetők vissza:
- mitokondriumok (csaknem minden eukariótában);
- színtestek v. plasztiszok (növényekben és algákban).

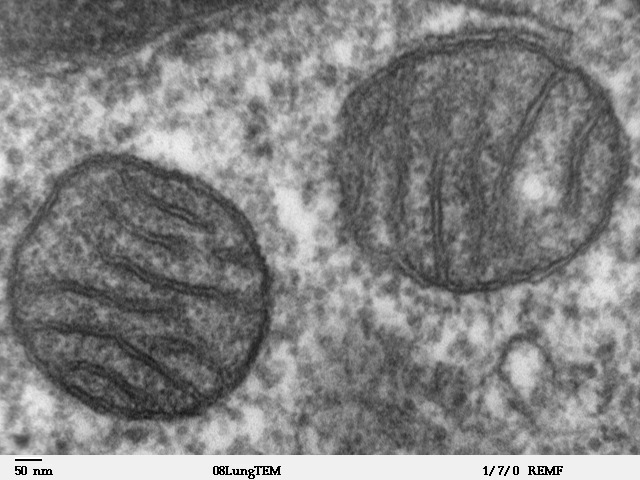
Mitochondriumok transzmissziós elektronmikroszkópos képe.

## Állati sejtek organellumai
A sejtszervecskék között vannak membránnal határolt intracelluláris, membránhoz kötött és membránoktól független organellumok. Az organellumok a morfológialag szerkezet nélkülinek látszó citoplazmában vannak beágyazva. A citoplazma azonban – mint minden biológiai objektum – jól szervezett molekuláris szerkezettel bír, amire a közvetett bizonyíték a benne lejátszódó biokémiai folyamatok időbeli és funkcionális rendezettsége. Az, hogy a citoplazma finomabb molekuláris szerveződése nem látható, csupán vizsgálóeszközeink felbontási határainak következménye. A citoplazmatikus membránok alapja a sejtmembránéhoz hasonlóan foszfolipid kettős réteg, egyéb alkotórészeik azonban az adott sejtszervecskékre jellemzőek. Valamivel vékonyabbak a sejtmembránnál.
Jellegzetes kettős membránnal határolt szervecskék a mitokondriumok. Belső membránjuk betüremkedései tarajokat, ún. krisztákat alkotnak. A belső membrán belső terét mátrixnak nevezik. Egyes szervek mitokondriumaiban tarajok helyett csövecskék vannak. A mitokondriumoknak saját (anyai eredetű) DNS-tartalmuk van. A mitokondriumok termelik a sejtműködéshez szükséges ATP nagy részét a bennük lejátszódó terminális oxidáció útján. A mitokondriumokkal nem rendelkező sejtek – pl. a vörösvérsejtek – csak az energetikailag sokkal rosszabb hatásfokú anaerob glikolízis útján tudnak ATP-t termelni.

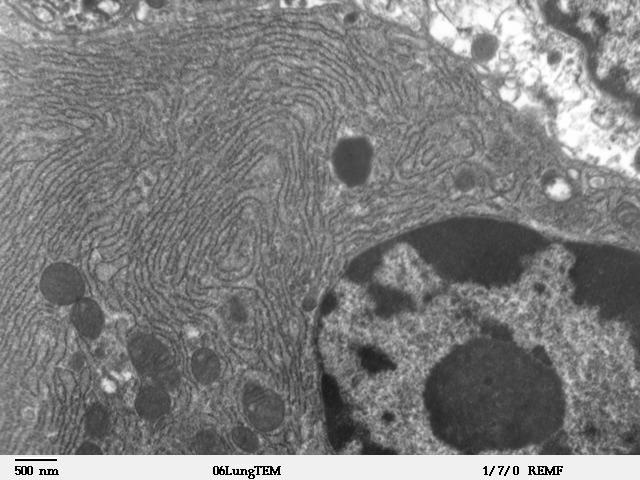
Durva felszínű (rER) endoplazmatikus retikulum transzmissziós elektronmikroszkópos képe.

Az endoplazmatikus retikulumnak sima és durva (granulált) felszínű formái vannak, ezeknek rövidítése a SER, ill. DER betűszó. Mindkettő belső tereket határol el a citoplazmán belül. A sima felszínű bizonyos méregtelenítési folyamatokban, a durva felszínű pedig a fehérjeszintézisben játszik fontos szerepet. A durva felszínű üregrendszere közvetlen összeköttetésben áll a maghártya külső és belső membránja közötti térrel. A maghártyát ezért általában a durva felszínű endoplazmatikus retikulum származékának tekintik.

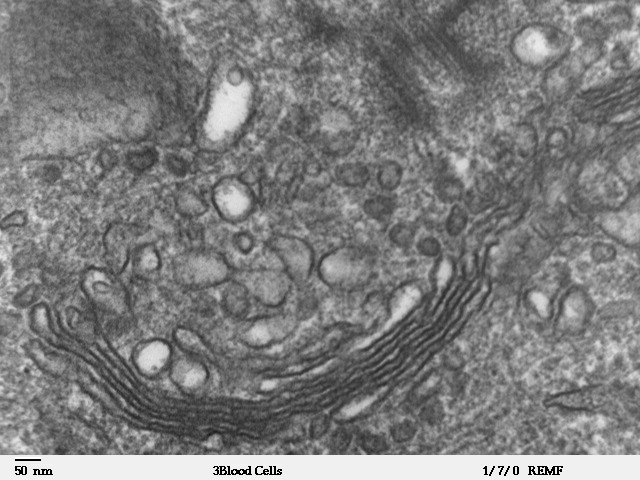
A Golgi-készülék transzmissziós elektronmikroszkópos képe. Az egymásba tagozódó görbült membránzsákok egyik oldalán van a képződési, ezzel szemben az érési felszín. Utóbbinál találhatók a képződő, membránnal határolt szemcsék (itt elsődleges lizoszómák, mivel a kép emberi leukocitáról készült.)

A Golgi-készülék sima felszínű membránnal határolt üregekből áll. Megkülönböztetnek rajta képződési és érési felszínt. Az utóbbiról membránnal határolt kerekded szemcsék, a lizoszómák válnak le. Ezek – bontóenzim tartalmuk folytán – vagy a sejtek elhalt részeinek, vagy a sejtek által bekebelezett, részecske természetű anyagok lebontását végzik. Ugyancsak a Golgi-készülék végzi a mirigysejtekben a fehérje tartalmú váladék előkészítését és membránnal határolt váladékcseppekbe való becsomagolását. A Golgi-készüléknek fontos szerepe van a sejtmembránok képzésében.
A centroszóma más néven sejtközpont egy sejtmaghoz közel elhelyezkedő sejtszervecske, amely a legtöbb sejtben megtalálható. A centroszóma két, egymásra merőlegesen elhelyezkedő, hengeres, egyenként általában 9×3 mikrotubulusból álló képződményből (centriólum) és a körülötte található, szerkezet nélkülinek látszó, sűrűbb citoplazmarészből áll. Alapvető szerepe van a sejt mozgásaiért felelős sejtvázelemek koordinálásában, a flagellumok (csillók, ostor) képzésében és a sejtek osztódásának irányításában.
A riboszómák két alegységből álló nukleoprotein szemcsék. A durva felszínű endoplazmatikus retikulum membránjaihoz kötötten, vagy a citoplazmában szabadon helyezkednek el. Ezeken történik a sejt saját és leadásra kerülő fehérjéinek szintézise.
A sejtváz az eukariótákra jellemző rendszer, amely mikrotubulusok, tonofilamentumok és kontraktilis filamentumok hálózatából áll. Részben a sejthártyán, illetve annak kapcsoló szerkezetein (junkcionális komplexus) rögzülnek. Ezek felelősek a sejt alakjának fenntartásáért és a sejt aktív mozgásaiért.
A fentieken túlmenően a citoplazma tartalmaz glikogénszemcséket, lipidcseppeket, külső vagy belső eredetű pigmentszemcséket, a lizoszómák által emésztett anyagok maradványtesteit vagy más zárványokat, de ezek nem sorolhatók funkció szempontjából a sejtszervecskékhez.